# Peter Diekmann
Peter Diekmann, né le 19 octobre 1943 en Allemagne de l'Est, est un copilote de rallyes automobiles. 

## Biographie
Il entame la compétition en sports mécaniques en 1966.
Il débute en WRC en 1973 au Rallye Monte-Carlo sur Opel Kadett Rally, et dispute 76 épreuves en compétitions mondiales, la dernière 23 ans plus tard au rallye de Grande-Bretagne en 1996, à 53 ans. 
Ses cinq premières courses internationales sont uniquement lors du rallye Monte-Carlo, jusqu'en 1978. Hormis une victoire au rallye de Côte d'Ivoire en 1987, une 2e place au rallye de Nouvelle-Zélande en 1987 et une  3e au rallye du Portugal avec Franz Wittmann sr. en 1982 sur Audi Quattro officielle du team Audi Sport, ses autres meilleurs résultats sont quatre  5e places, en Finlande (1985), en Argentine (1986), au Sanremo (1986), et au Monte-Carlo (1987). Il est aussi copilote d'usine pour Volkswagen de 1984 à 1987 (sur Golf GTi), et pour Toyota Europe en 1988 (sur Toyota Celica GT-Four). 
Les pilotes les plus notoires qu'il est amené à diriger sont l'autrichien Franz Wittmann sr. en 1982 et 1984, les suédois Kalle Grundel en 1984-85 et Kenneth Eriksson (avec lequel il devient champion du monde en 1987) sans discontinuer de  1986 à 1988, puis le gallois David Llewellin (pour le Nissan Motorsports Europe team) en 1991, les autrichiens Rudi en 1992-93 et Manfred Stohl en 1994, ainsi que Harald Demuth en 1994.

## Palmarès

### Titres
- Champion du monde des rallyes du Groupe A: 1986, avec K.Eriksson sur Volkswagen Golf GTI 16V;
- Champion FIA deux-roues motrices: 1987, avec K.Eriksson sur Volkswagen Golf GTI 16V;
- Champion d'Allemagne de l'Ouest des rallyes: 1985, avec K.Grundel sur Peugeot 205 Turbo 16;

### Victoire en WRC
| Année | Rallye                        | Pilote           | Voiture                 |
| ----- | ----------------------------- | ---------------- | ----------------------- |
| 1987  | Rallye de Côte d'Ivoire (19e) | Kenneth Eriksson | Volkswagen Golf GTI 16V |

(nb: vainqueur de classe A7/8 en Nouvelle-Zélande, en Finlande et en Grande-Bretagne en 1986)

### 4 victoires en ERC
(toutes avec K.Grundel, sur Peugeot 205 T16) 
- Rallye hivernal de Saxe: 1985 (3e en 1983);
- Rallye de Hesse: 1985 (3e en 1983);
- Rallye du Hunsrück: 1985 (3e en 1983);
- Rallye d'Allemagne: 1985 (2e en 1982);

### 8 victoires en championnat d'Allemagne
(toutes avec K.Grundel)
- Rallye hivernal de Saxe: 1985;
- Rallye de Sarre: 1985;
- Rallye de Vorderpfaltz: 1985;
- Rallye de Hesse: 1985;
- Rallye du Hunsrück: 1985;
- Rallye du château de Heidelberg: 1985;
- Rallye d'Allemagne: 1985;
- Rallye saxon de la Baltique: 1985;

### Divers
- Rallye Tour d'Europe: 1981 (avec Holger Bohne, sur Peugeot 505 STi).